# Order Zasługi (Senegal)
Order Zasługi (fr. Ordre du Mérite) – odznaczenie państwowe Republiki Senegalu ustanowione w 1960, nadawane za wybitne zasługi dla kraju.

## Historia i zasady nadawania
Order został ustanowiony 22 października 1960 – cztery miesiące po ogłoszeniu niepodległości Senegalu. Jest przyznawany za wybitne zasługi oddane krajowi w zakresie działalności publicznej – państwowej lub prywatnej, cywilnej lub wojskowej. Odznaczani są zarówno obywatele Senegalu, jak i cudzoziemcy. Order był modyfikowany w 1965 i 1966.
Nadającym odznaczenie jest urzędujący prezydent państwa, będący ex officio (z urzędu) Wielkim Mistrzem Orderu (Grand Maître). Wnioski o przyznanie orderu rozpatruje Wielka Kapituła (wspólna z kapitułą Orderu Lwa), której przewodniczy Wielki Kanclerz Orderu (Grand Chancelier).
Order znajduje się na drugim miejscu w precedencji odznaczeń państwowych Senegalu.

## Stopnie orderu
Ordre du Mérite dzieli się na pięć klas:
- Krzyż Wielki (Grand-croix)
- Wielki Oficer (Grand officier)
- Komandor (Commandeur)
- Oficer (Officier)
- Kawaler (Chevalier)

## Insygnia
Odznakę orderu stopnia kawalerskiego stanowi gwiazda o pięciu emaliowanych na zielono ramionach w srebrnym obramowaniu i zakończonych srebrnymi kulkami. Ramiona gwiazdy są połączone pięcioma wiązkami srebrnych promieni. Na środku awersu gwiazdy umieszczony jest okrągły, srebrny medalion z wizerunkiem baobabu. Wizerunek ów jest otoczony emaliowanym na zielono pierścieniem, na którym widnieje inskrypcja: „République du Sénégal • Un Peuple • Un But • Une Foi” (pol. „Jeden naród • Jeden cel • Jedna wiara”). Na środku rewersu odznaki znajduje się uwypuklona flaga Senegalu, którą otacza srebrny pierścień. Metalowe elementy odznaki orderu stopnia oficerskiego i wyższych są pozłacane.
Wstążki orderu są koloru zielonego z usytuowanym centralnie, żółtym paskiem. Wstążka stopnia oficerskiego odznaczenia jest uzupełniona rozetką.